# Rhabdomastix japonica
Rhabdomastix japonica là một loài ruồi trong họ Limoniidae. Chúng phân bố ở miền Cổ bắc.